# Basutoland Congress Party
Die Basutoland Congress Party (BCP, früher Basutoland African Congress, auf Sesotho Lekhotla la Mahatammoho, deutsch etwa: „Partei der Zusammenarbeit“) ist eine Partei in Lesotho. Sie wurde 1952 gegründet und stellte von 1993 bis 1998 mit einer Unterbrechung die Regierung. 

## Geschichte

### Gründung als Basutoland African Congress und erste Parlamentswahlen
Die Basutoland Congress Party wurde 1952 unter dem Namen Basutoland African Congress (BAC) als erste Partei in der damaligen britischen Kronkolonie Basutoland gegründet. Der Name erinnerte an den African National Congress (ANC) im benachbarten Südafrika, mit dem der BAC auch politisch zusammenarbeitete. Erster Vorsitzender war der Lehrer Ntsu Mokhehle, der 1952 auch Vorsitzender der Basutoland National Teachers’ Association (BANTA) wurde. Ein weiteres Gründungsmitglied war Potlako Leballo. Mokhehle wurde wegen seiner Aktivitäten als Lehrer entlassen, fand so aber mehr Zeit, sich der Parteiarbeit zu widmen. Unter anderem sprach sich der BAC für ein säkulares Bildungssystem aus. Der BAC fand viele Anhänger in den Städten und entlang der wenigen Straßen, brachte aber die traditionellen barena, die katholische Kirche, die südafrikanische Apartheid-Regierung und die Kolonialbehörden gegen sich auf. Etwa 1956 verließen einige traditionell orientierte Mitglieder die Partei und gründeten die Marema Tlou, später Marematlou Freedom Party (MFP). Im Dezember 1958 wurde der BAC in Basutoland Congress Party umbenannt. 1959 bildete sich ebenfalls mit der Hilfe von BCP-Abweichlern die katholisch und antikommunistisch orientierte Basutoland National Party (BNP). Leballo verließ im selben Jahr die BCP und wirkte an der Gründung des Pan Africanist Congress (PAC) in Südafrika mit. Zugleich wandte sich die BCP vom ANC ab und dem PAC zu und erhielt dafür finanzielle Unterstützung von der maoistischen Volksrepublik China.
Ende 1960 führten Meinungsverschiedenheiten in der Führungsgruppe der BCP zum Austritt ihres stellvertretenden Vorsitzenden Bennett Makalo Khaketla, der bis dahin für den Bereich Gesundheits- und Bildungspolitik verantwortlich war. Gemeinsam mit anderen ehemaligen Mitgliedern gründete er im April 1961 die Basutoland Freedom Party (BFP).
Bei der ersten Parlamentswahl 1960 erhielt die BCP 30 von 40 frei gewählten Mandaten und gewann in sechs von neun Distrikten. Weitere 40 Mandate wurden jedoch an barena und andere konservative Personen vergeben, so dass die BCP keine Mehrheit für ihre Politik fand. Stattdessen erhielt die BCP Aufgaben im ländlichen Raum, die ihr dabei halfen, dort die Partei aufzubauen. 1965 fand die zweite Parlamentswahl in Basutoland statt. Die BCP wurde unter Führung von Ntsu Mokhehle nur mehr zweitstärkste Partei nach der BNP. Sie ging mit dem zukünftigen König Moshoeshoe II. und der MFP ein Zweckbündnis ein, um die Unabhängigkeit hinauszuzögern und damit die BNP von der Macht fernzuhalten, scheiterte aber am Widerstand der Kolonialbehörden und der Unterstützung der südafrikanischen Regierung für die BNP.

### Von der Unabhängigkeit Lesothos bis zum Ende der Militärdiktatur
Nachdem Basutoland im Oktober 1966 unter dem Namen Lesotho unabhängig geworden war, behielt die BCP ihren Namen bei, da sie keine wirkliche Unabhängigkeit sah. Die Wahl 1970 – die erste Wahl nach der Unabhängigkeit – gewann die BCP unter Ntsu Mokhehle mit absoluter Mehrheit. Der damalige Premierminister Leabua Jonathan von der BNP erklärte das Wahlergebnis jedoch für nichtig. Er rief den Ausnahmezustand aus, ließ mehrere BCP-Führer festnehmen und regierte das Land fortan autokratisch.
Nach gescheiterten Verhandlungen mit der Regierung versuchten BCP-Politiker um Mokhehle 1974 einen Putsch; sie scheiterten jedoch. Mokhehle ging daraufhin ins Exil nach Botswana, später nach Sambia und schließlich nach Südafrika. Ein Teil der BCP unter dem früheren Vizevorsitzenden Gerald Ramoreboli blieb in Lesotho und arrangierte sich mit der BNP. Ebenfalls 1974 wurden 178 BCP-nahe Männer ausgewählt, die im Ausbildungslager des PAC in Libyen zu Guerilla-Kämpfern ausgebildet wurden. Sie bildeten die Lesotho Liberation Army (LLA), die die BNP-Regierung stürzen sollte. Ab 1979 verübte sie über hundert Terroranschläge in Lesotho. Die südafrikanische Regierung gewann die LLA und Mokhehle für verdeckte Operationen in Lesotho, das in der Zwischenzeit ANC-Mitgliedern Asyl gewährt hatte. Mokhehle lebte dafür einige Zeit auf der Farm Vlakplaas, von wo aus eine geheime Einheit der South African Police gegen oppositionelle Südafrikaner kämpfte. Im September 1985 sollten in Lesotho Parlamentswahlen stattfinden. Sie wurden jedoch von allen Oppositionsparteien boykottiert, darunter der BCP. Nach dem Militärputsch am 20. Januar 1986 gegen Jonathan wurden alle politischen Parteien verboten. Mokhehle und seine Anhänger durften aber im Februar 1989 nach Lesotho zurückkehren. Dafür wurde die LLA aufgelöst.

### Seit 1993
Erst 1991, zwei Jahre vor dem Ende der Militärregierung und vor der anstehenden Parlamentswahl 1993, wurden Parteien wieder zugelassen. Die BCP gewann unter Ntsu Mokhehle mit 74 Prozent der Stimmen dank des Mehrheitswahlrechts alle 65 Mandate in der Nationalversammlung, so dass Mokhehle zum Premierminister gewählt wurde. 1994 putschte der König Letsie III. gegen die Regierung, woraufhin sie einige Wochen entmachtet war. Durch Druck vom In- und Ausland fiel die Regierungsgewalt an die BCP zurück. Innerhalb der BCP-Fraktion entstanden mehrere Gruppen, die miteinander im Streit waren. 1997 wurde Mokhehle vom maporesha-Flügel (etwa: „Druckmacher-Flügel“) als Parteivorsitzender gestürzt, verließ mit rund zwei Dritteln der Abgeordneten die BCP und gründete den Lesotho Congress for Democracy (LCD), der die Parlamentswahl 1998 mit großer Mehrheit gewann. Die BCP-Gruppe der maporesha wurde fortan von Tšeliso Makhakhe, Molapo Qhobela, Ntsukunyane Mphanya und schließlich Thulo Mahlakeng angeführt. 1998 erhielt die BCP rund zehn Prozent der Stimmen und keinen Sitz. Bei der Wahl 2002 gewann die Partei nur noch 2,6 Prozent der Stimmen, stellte aber nach dem reformierten Wahlrecht drei der 120 Abgeordneten. Bei der Wahl 2007 konnte sie unter der Bezeichnung Alliance of Congress Parties (ACP) die Zahl der Mandate halten, bei der Wahl 2012 erhielt die BCP nur mehr einen Sitz, den sie bei der Wahl 2015 knapp verteidigte. Fortan gehörte sie einer Koalition unter Führung des Democratic Congress an. Bei der Wahl 2017 konnte sie ihren Sitz knapp halten, schied aber aus der Regierung aus.

## Programm und Struktur
Die BCP war in den ersten Jahren ihres Bestehens eine linksstehende, panafrikanistische Partei, die die Unabhängigkeit Basutolands anstrebte. Das Motto ist Toka Ho Sera Le Motsoalle, deutsch: „Gerechtigkeit für Feind und Freund“. 